# Annedore Richter
Annedore Richter (* 14. November 1948 in Münster) ist eine ehemalige deutsche Volleyballspielerin und -trainerin.

## Karriere
Annedore Richter spielte in den 1960er und 1970er Jahren Volleyball beim USC Münster. Hier wurde sie viermal Deutscher Pokalsieger und gewann 1974 die Deutsche Meisterschaft. 1972 nahm sie mit der bundesdeutschen Volleyball-Nationalmannschaft an den Olympischen Spielen in München teil und belegte dort den achten Platz. Nach einem viermonatigen Gastspiel im Sommer 1975 in der US-amerikanischen Profimannschaft „Santa Barbara Spikers“ wurde sie nach ihrem Comeback in Münster 1977/78 vom DVV zunächst lebenslang gesperrt. Das Urteil wurde vom Landgericht Münster 1979 wieder aufgehoben. Später war sie Trainerin der Bundesliga-Frauen von SW Elmschenhagen Kiel und vom USC Münster.

## Privates
Annedore Richter wohnt in Münster und war noch 2012 als Tennisspielerin aktiv.